# Billboard Music Awards 2005
Die Billboard Music Awards 2005 wurden am 6. Dezember 2005 in der MGM Grand Garden Arena in Paradise, Nevada verliehen. Green Day und 50 Cent erhielten mit je 6 Awards die meisten Auszeichnungen des Abends.

## Sieger und Nominierungen
Die Gewinner stehen als erstes und in Fettschrift.
| Artist of the Year | New Artist of the Year |
| --- | --- |
| - 50 Cent - Mariah Carey - Kelly Clarkson - Green Day | - Gwen Stefani - Fantasia - The Game - Rob Thomas |
| Female Billboard 200 Album Artist of the Year | Billboard 200 Album Group of the Year |
| - Mariah Carey - Kelly Clarkson - Gwen Stefani - Shania Twain | - Green Day - The Black Eyed Peas - Destiny’s Child - U2 |
| Pop Group of the Year | |
| - Green Day | |
| Album of the Year | Hot 100 Artist of the Year |
| - The Massacre – 50 Cent - The Emancipation of Mimi – Mariah Carey - Encore – Eminem - American Idiot – Green Day                                                  | - 50 Cent - The Game - Ludacris - Mario |
| Hot 100 Group of the Year | Hot 100 Song of the Year |
| - Green Day - The Black Eyed Peas - Destiny’s Child - The Killers                                                                                                  | - We Belong Together – Mariah Carey - Since U Been Gone – Kelly Clarkson - Let Me Love You – Mario - Hollaback Girl – Gwen Stefani                                                                                                 |
| Hot 100 Airplay of the Year | Top-Selling Hot 100 Song of the Year |
| - We Belong Together – Mariah Carey - 1, 2 Step – Ciara featuring Missy Elliott - Since U Been Gone – Kelly Clarkson - Let Me Love You – Mario                     | - Inside Your Heaven / Independence Day – Carrie Underwood - When You Tell Me That You Love Me – American Idol Season 4 Finalists - Inside Your Heaven / Vehicle – Bo Bice - Don't Cha – The Pussycat Dolls featuring Busta Rhymes |
| Digital Song of the Year | Ringtone of the Year |
| - Hollaback Girl – Gwen Stefani - Since U Been Gone – Kelly Clarkson - Boulevard of Broken Dreams – Green Day - Mr. Brightside – The Killers                       | - Candy Shop – 50 Cent featuring Olivia - 1, 2 Step – Ciara featuring Missy Elliott - Lovers & Friends – Lil Jon & The East Side Boyz featuring Usher and Ludacris - Drop It Like It’s Hot – Snoop Dogg featuring Pharrell         |
| R&B/Hip-Hop Artist of the Year | Female R&B/Hip-Hop Artist of the Year |
| - 50 Cent - Mariah Carey - Destiny’s Child - Fantasia | - Mariah Carey - Ciara - Fantasia - Alicia Keys |
| R&B/Hip-Hop Group of the Year | Rap Single of the Year |
| - Destiny’s Child - The Black Eyed Peas - Lil Jon & The East Side Boyz - Ying Yang Twins                                                                           | - Lovers & Friends – Lil Jon & The East Side Boyz featuring Usher and Ludacris - Candy Shop – 50 Cent featuring Olivia - How We Do – The Game featuring 50 Cent - Drop It Like It’s Hot – Snoop Dogg featuring Pharrell            |
| R&B/Hip-Hop Song of the Year | R&B/Hip-Hop Airplay Song of the Year |
| - Let Me Love You – Mario - We Belong Together – Mariah Carey - Truth Is – Fantasia - Lovers & Friends – Lil Jon & The East Side Boyz featuring Usher and Ludacris | - Let Me Love You – Mario - We Belong Together – Mariah Carey - Truth Is – Fantasia - Lovers & Friends – Lil Jon & The East Side Boyz featuring Usher and Ludacris                                                                 |
| Rhythmic Top 40 Title of the Year | Rap Artist of the Year |
| - We Belong Together – Mariah Carey - Candy Shop – 50 Cent featuring Olivia - Just a Lil Bit – 50 Cent - Let Me Love You – Mario                                   | - 50 Cent - The Game - Ludacris - T.I. |
| Country Artist of the Year | Country Songs Artist of the Year |
| - Toby Keith - Kenny Chesney - Rascal Flatts - Gretchen Wilson | - Rascal Flatts - Kenny Chesney - Sugarland - Keith Urban |
| Country Album Artist of the Year | Country Album of the Year |
| - Toby Keith - Kenny Chesney - Shania Twain - Gretchen Wilson | - Greatest Hits – Shania Twain - Feels Like Today – Kenny Chesney - Greatest Hits 2 – Toby Keith - Here for the Party – Gretchen Wilson                                                                                            |
| Country Single Sales Artist of the Year | Top-Selling Country Single of the Year |
| - Carrie Underwood | - Inside Your Heaven / Independence Day – Carrie Underwood |
| Rock Artist of the Year | Rock Single of the Year |
| - Green Day - Breaking Benjamin - Papa Roach - Velvet Revolver | - Boulevard of Broken Dreams – Green Day - Best of You – Foo Fighters - Feel Good Inc. – Gorillaz - The Hand that Feeds – Nine Inch Nails                                                                                          |
| Modern Rock Artist of the Year | Latin Album Artist of the Year |
| - Green Day - Foo Fighters - The Killers - Nine Inch Nails | - Daddy Yankee - Juanes - Shakira - Los Temerarios |
| Latin Album of the Year | Latin Single of the Year |
| - Barrio Fino – Daddy Yankee - Mi Sangre – Juanes - Fijación Oral Vol. 1 – Shakira - Chosen Few: El Documental – Boy Wonder „Chosen Few“ & Various Artists         | - La Tortura – Shakira featuring Alejandro Sanz - Hoy Como Ayer – Conjunto Primavera - Lo Que Pasó, Pasó – Daddy Yankee - La Camisa Negra – Juanes                                                                                 |
| Latin Pop Album Artist of the Year | Latin Pop Album of the Year |
| - Shakira - Juanes - RBD - Marco Antonio Solís | - Fijación Oral Vol. 1 – Shakira - Cautivo – Chayanne - Nuestro Amor – RBD - Rebelde – RBD |
| Comedy Artist of the Year | Comedy Album of the Year |
| - Larry the Cable Guy - Dane Cook - Jeff Foxworthy - Stephen Lynch                                                                                                 | - The Right to Bare Arms – Larry the Cable Guy - Retaliation – Dane Cook - Blue Collar Comedy Tour: The Movie – Various Artists - Blue Collar Comedy Tour Rides Again – Various Artists                                            |
| Artist Achievement Award | Billboard Century Award |
| Kanye West | Tom Petty |